# 得分 (棒球)
得分（英語：Run），是棒球運動中的一個名詞，指打者將投手投出的球擊出到界內，使跑者依序從一壘、二壘、三壘到本壘經過的方式稱為棒球的得分方式，一般每個打者完成此動作時皆算1分。
| 圖示說明           |                |                  |
| 圖示               | 代表意思       | 可能情況         |
|                    | 打者尚在打擊區 | 打者剛進入打擊區 |
| 打者被投手三振     | 打者尚在打擊區 |                  |
| 打者選到四壞球保送 | 打者尚在打擊區 |                  |
|                    | 打者上一壘     | 安打上壘         |
| 犧牲觸擊           | 打者上一壘     |                  |
| 野手選擇           | 打者上一壘     |                  |
|                    | 打者上二壘     | 安打上壘         |
| 犧牲觸擊(較不可能) | 打者上二壘     |                  |
| 野手選擇           | 打者上二壘     |                  |
| 盜壘               | 打者上二壘     |                  |
|                    | 打者上三壘     | 安打上壘         |
| 犧牲觸擊(較不可能) | 打者上三壘     |                  |
| 野手選擇(較不可能) | 打者上三壘     |                  |
| 盜壘               | 打者上三壘     |                  |
|                    | 打者回本壘     | 全壘打           |
| 犧牲觸擊(較不可能) | 打者回本壘     |                  |
| 野手選擇(較不可能) | 打者回本壘     |                  |
| 盜壘(較不可能)     | 打者回本壘     |                  |

如上五個圖即為跑者從一壘、二壘、三壘到本壘經過的方式稱為棒球的得分方式。
如果打者上壘後被換代跑，而代跑者回到本壘得分時，則記代跑者1得分。在一些外語的棒球影片中，因為翻譯者未必懂棒球，故偶有將「得分」(係指該"跑者"跑回本壘所得的分數)與「打點」(指該"打者"將壘上的跑壘員送回本壘，某些情況也可能是自己，詳見"全壘打"所得的分數)混淆的情況。

## 棒球規則條文
當跑者回本壘得分後，若在投手進行下一次的投球之前發生以下情況，則得分必須取消：
1. 防守方對得分的跑壘員進行促請裁決，使其遭宣判出局。
2. 發生妨礙守備的狀況，如：界內球觸及野手前，在界內區域觸及跑者（該跑者被宣判出局）；打者跑在本壘與一壘之間的後半段，跑出三呎線外側或跑入界外線內側，裁判員認為對一壘的傳球採取接球動作之野手產生妨礙（該打者被宣告出局）；跑者妨礙了正欲處理擊出之球的野手。以上幾種情況，跑者須返回原壘（除非打者未出局而進佔一壘，造成被迫進壘的狀況）
3. 打者擊出的球被判定為界外球。
4. 打者擊出飛球遭到接殺，該半局因此結束。
5. 打者或任何強迫進壘的跑者在抵達次壘前被封殺或觸殺出局，該半局因此結束。

### 打點的記錄 (棒球規則10-4章)
擊球員的安打、犧牲觸擊、高飛犧牲打或因內野球的出局，及野手選擇等，致使跑壘員得分，或在滿壘時因四死球；妨礙打擊及妨礙跑壘而致使擊球員成為跑壘員之故，使跑壘員給予本壘得分的記錄時，擊球員均給予打點的記錄：
- 無跑壘員時，擊球員擊出全壘打者，記錄為打點一。壘上有跑壘員，擊球員打出全壘打時，應記錄以該全壘打所獲得之得分數相等的打點數。(因此，全壘打之打點數=當時在壘之跑壘員人數+1)
- 無出局或一出局，若處理擊球的野手失誤時，三壘跑壘員得分者，應判斷其如無失誤，跑壘員是否能得分，若無失誤而認為仍可得分者，擊球員給予打點；反之則無打點。
- 擊球員打成為順封雙殺或逆封雙殺滾地球，縱然使跑壘員返回本壘，但該擊球員不給予打點，但是隊伍得分照算一分。
- 擊球員如擊出雙殺，致使第一出局成立後在一壘（或一壘以外的壘）要使第二出局的傳球因野手漏接之故，該野手被記錄為失誤時，縱然跑壘員得分，對於擊球員仍不給予打點。
- 野手持球過久或做無作用的對壘傳球造成跑壘員得分時，記錄員對擊球員是否給予打點，應參酌下列基準決定之。即跑壘員不管其失慮行為繼續跑壘而得分者，對擊球員記錄為打點，但如果跑壘員一旦停止，發現此失慮行為後，再繼續跑壘而得分者，應記錄為因野手選擇的得分，對擊球員不給打點。[1]